# Poe (programari)
Poe (P latform for Open E xploration) és un servei desenvolupat per Quora i llançat el desembre del 2022. Permet als usuaris fer preguntes i obtenir respostes d'una sèrie de robots d'IA construïts a partir de grans models de llenguatge (LLM), inclosos els del desenvolupador de ChatGPT OpenAI i altres empreses com Anthropic. També té una subscripció que permet als usuaris utilitzar GPT-4, Claude+ i altres amb límits inferiors.

## Història
Poe es va llançar per primera vegada a iOS el 21 de desembre del 2022, en forma d'una aplicació de missatgeria de text que permet als usuaris xatejar amb els robots per separat. En aquell moment era només per invitació, abans de ser obert al públic el 4 de febrer del 2023. Es va posar a disposició dels navegadors d'escriptori el 4 de març de 2023.

## Xatbots compatibles
- OpenAI
  - Assistent (abans conegut com a Sage): impulsat per gpt-3.5-turbo
  - GPT-4 (amb límits per als usuaris no subscrits)
  - ChatGPT: alimentat per gpt-3.5-turbo
  - ChatGPT-16k: alimentat per gpt-3.5-turbo-16k (no disponible per a usuaris sense subscripció)
  - GPT-4-32k: impulsat per gpt-4-32k (no disponible per a usuaris sense subscripció)
- Antròpic
  - Claude-2-100k (amb límits per als usuaris no subscrits)
  - Claude-instant
  - Claude-instant-100k (amb límits per als usuaris no subscrits)
- Meta
  - Llama -2-7b
  - Llama-2-13b
  - Llama-2-70b
- Google
  - Google PaLM